# لي كيفر
لي كيفر (بالإنجليزية: Lee Kiefer)‏ هي مبارزة بالسيف أمريكية، ولدت في 15 يونيو 1994 في كليفلاند في الولايات المتحدة.، حصلت على الميدالية الذهبية في سلاح الشيش بأولمبياد طوكيو 2020 وفي أولمبياد باريس 2024.

## وصلات خارجية
- لي كيفر على موقع الاتحاد الدولي للمبارزة (الإنجليزية)
- لي كيفر على موقع اللجنة الأولمبية الدولية (الإنجليزية)
- لي كيفر على موقع أوليمبيديا (الإنجليزية)
- لي كيفر على موقع اللجنة الأولمبية والبارالمبية الأمريكية (الإنجليزية)